# 扬无咎
扬无咎（1097年—1171年），字补之，号逃禅老人、清夷长者，临江军清江（今江西省樟树市临江镇）人，南宋画家、书法家和词人。
扬无咎本成都人，传至无咎已为清江人，绍兴年间因不满朝廷对外妥协苟安，朝廷屡徵不仕。晚年寓居豫章（今江西南昌）。
扬无咎工诗词，善书画。词作有《逃禅词》一卷。书法学欧阳询，小字清劲。水墨人物画学李公麟。擅长水墨梅、竹、松、石、水仙，清淡闲野，为世一绝。扬无咎擅画梅花，是南宋时期墨梅画的开创者之一，他的《四梅图》被认为是现存最早的墨梅画杰作之一。家中有老梅，花开时常对着它写生，创用墨线圈出花瓣，一变以彩色墨晕作花之法，对后世画梅影响很大。曾经出游临江城中,在乐工矮壁作折枝梅，往来士大夫多前去观看。江西人得补之一幅梅，价不下百千金。所作松、竹、石、水仙有《四梅花卷》包括画未开、欲开、盛开、将残四种，存世画迹又有《雪梅图卷》等。
扬无咎自称为东汉文学家扬雄的后人，因此他的姓氏从“手”而不从“木”。